# Doyen de Peterborough

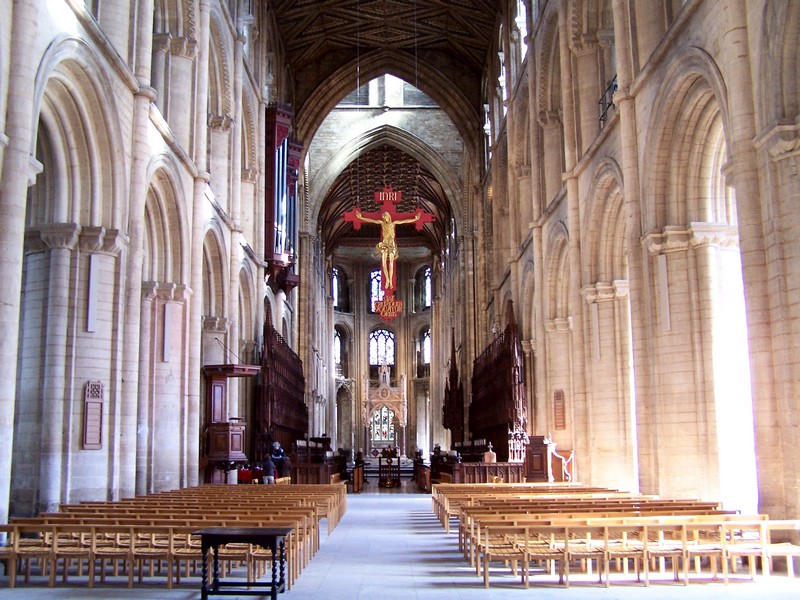
La nef de la cathédral de Peterborough

Le doyen de Peterborough (Dean of Peterborough en anglais) est le président primus inter pares du chapitre de chanoines qui dirige la Cathédrale de Peterborough. Lors de la dissolution de l'abbaye de Peterborough en 1539 et de la refondation de l'église abbatiale en tant que cathédrale pour le nouvel évêque et le diocèse anglican de Peterborough, l'abbaye et la cathédrale ont été confiées à un doyen. L'actuel doyen de Peterborough est Chris Dalliston.

## Liste des doyens
| - 1541–1542 Francis Alree ou Abree alias Leycester (dernier prieur du St Andrew's Priory, Northampton) - 1543–1549 Gerard Carleton - 1549–1557 James Curthoppe - 1557–1559 John Boxall (deprived) - 1560–1583 William Latymer - 1583–1589 Richard Fletcher - 1590–1597 Thomas Nevile - 1597–1607 John Palmer - 1607–1612 Richard Clayton - 1612–1617 George Meriton - 1617–1622 Henry Beaumont (plus tard doyen de Windsor) - 1622–1630 William Piers - 1630–1639 John Towers - 1639–1640 Thomas Jackson - 1640–1660 John Cosin - 1661–1664 Edward Rainbowe - 1664–1679 James Duport - 1679–1689 Simon Patrick - 1689–1691 Richard Kidder - 1691–1707 Samuel Freeman - 1707–1718 White Kennett - 1718–1721 Richard Reynolds - 1721–1722 Edward Gee | - 1722–1725 John Mandeville - 1725–1740 Francis Lockier - 1740–1744 John Thomas - 1744–1764 Robert Lamb - 1764–1791 Charles Tarrant - 1791–1792 Charles Manners-Sutton - 1792–1797 Peter Peckard - 1797–1822 Thomas Kipling - 1822–1830 James Henry Monk - 1830–1842 Thomas Turton - 1842–1853 George Butler - 1853–1878 Augustus Saunders (ancien directeur de Charterhouse School) - 1878–1890 John Perowne - 1891–1892 Marsham Argles - 1893–1901 William Ingram - 1901–1908 William Barlow - 1908–1928 Arnold Page - 1928–1942 James Simpson - 1943–1965 Noel Christopherson - 1966–1980 Dick Wingfield-Digby - 1981–1992 Randolph Wise - 1992–31 mars 2006 Michael Bunker - 2006–2 octobre 2016 (ret.) Charles Taylor - 2 octobre 2016-9 octobre 2017 Jonathan Baker (intérimaire) - 2017: Tim Sledge (doyen désigné seulement: le 27 août 2017, mais a retiré sa candidature pour des raisons de santé), - 9 octobre 2017-20 janvier 2018 Tim Alban Jones (intérimaire) - 20 janvier 2018-présent Chris Dalliston |

## Sources
- British History Online – Fasti Ecclesiae Anglicanae 1541–1857 – Deans of Peterborough
- Peterborough City Council – Peterborough abbey (Peterborough Cathedral)
- British History Online – Houses of Benedictine monks: The abbey of Peterborough – A History of the County of Northampton: Volume 2 (1906), pp. 83–95. Accessed 29 May 2007.